# Liste des dirigeants actuels des gouvernorats du Liban
 (novembre 2018).
Si vous disposez d'ouvrages ou d'articles de référence ou si vous connaissez des sites web de qualité traitant du thème abordé ici, merci de compléter l'article en donnant les références utiles à sa vérifiabilité et en les liant à la section « Notes et références ».
Le Liban est divisé en huit gouvernorats (en arabe : muhafazat, au singulier : muhafazah). Les 5 gouvernorats de l'indépendance (1943) deviennent 6 quand Nabatieh est détachée du Liban-sud (1983) et deviennent 8 quand Baalbek et Hermel sont détachées de la Beqaa et Akkar du Liban-Nord (2003).
Cette page dresse la liste des dirigeants actuels[Quand ?] de ces  gouvernorats.

## Liste des gouverneurs (mohafez)
| Gouvernorat    | Nom               | Depuis (le) |
| -------------- | ----------------- | ----------- |
| Akkar          | Imad Labaki       | Mai 2014    |
| Baalbek-Hermel | Bachir Khodr      | Mai 2014    |
| Bekaa          | Antoine Sleiman   | 2002        |
| Beyrouth       | Ziad Chbib        | Mai 2014    |
| Liban-Nord     | Ramzi Nohra       | Mai 2014    |
| Liban-Sud      | Nicolas Abu Daher | 2009/2010   |
| Mont-Liban     | Fouad Fleifel     | Mai 2014    |
| Nabatiyé       | Mahmoud Mawla     | .../2002    |